# Sävargården

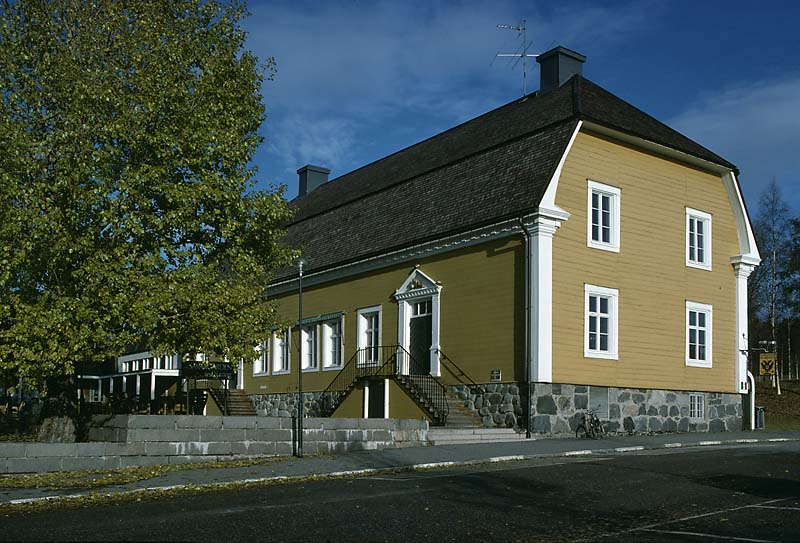
Sävargården.

Sävargården är en byggnad i sengustaviansk stil inom hembygdsområdet Gammlia i Umeå. Den uppfördes ursprungligen 1806 som herrgård vid Sävar bruk i Sävar, 16 kilometer längre norrut men flyttades till sin nuvarande plats 1921. Den spelade en roll i 1808–1809 års krig mellan Sverige och Ryssland. Fastigheten ägs av Fort Knox Sävargården AB.

## Byggnaden

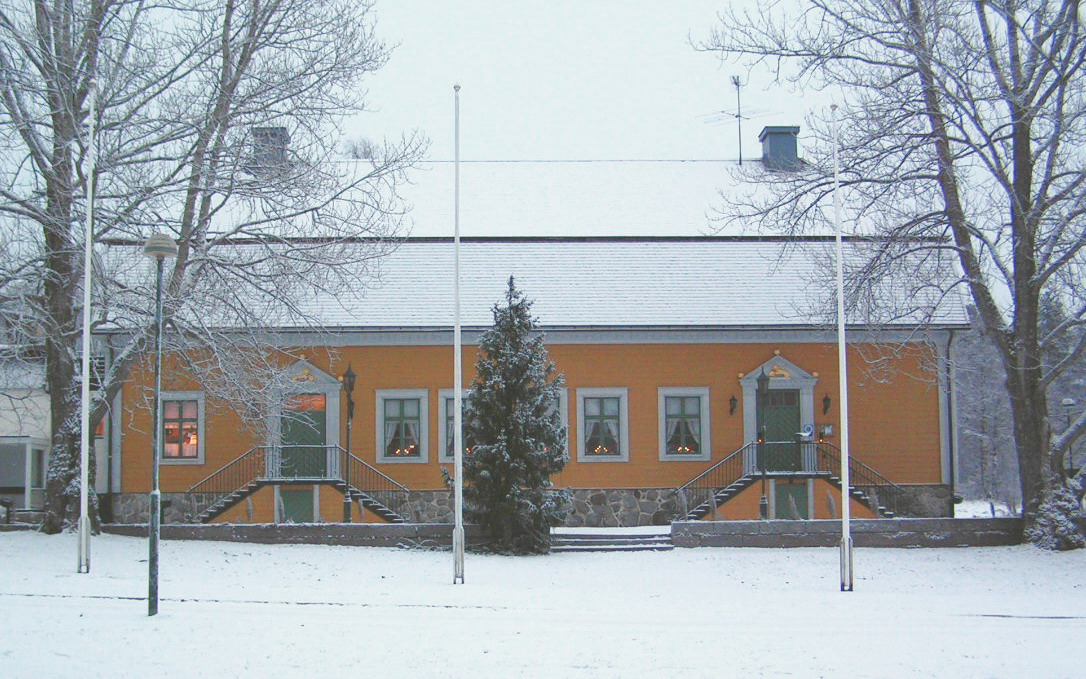
Sävargården i december 2006.

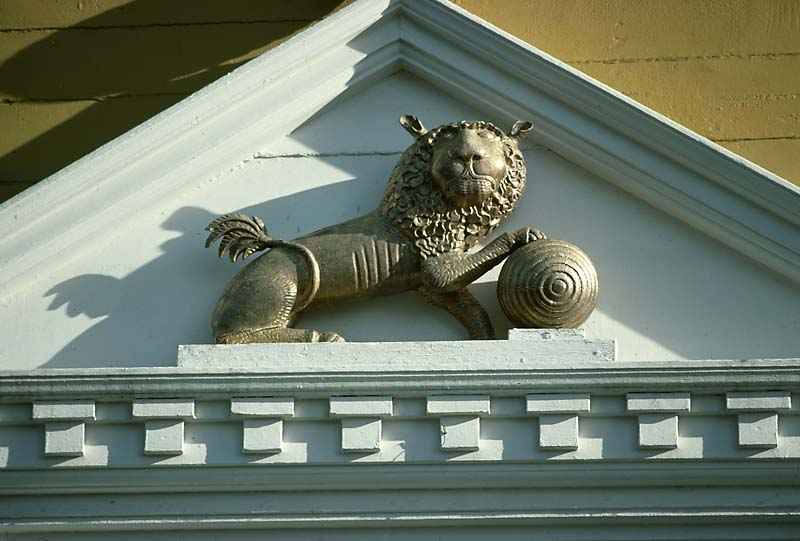
Portal med lejon.

Exteriören är trots flytten nära dess ursprungliga utformning, med en stomme av liggtimmer. Vid restaureringen 1963–64 byttes portarna ut och gjordes av brandsäkerhetsskäl utåtgående, och brandhärdiga skivor sattes in i väggarna – något som sannolikt räddade Sävargården från att totalförstöras vid branden 1972.
Även interiören är väl bevarad. Innanför huvudingången finns en entréhall med stänkmålad träpanel, och en trappa leder upp till festvåningen. Det första rum som möter besökaren är Rokokosalen, så kallad efter väggarna bondrokokomönster, utförda med äggtemperafärg, inspirerade av målningar från 1750-talet i en gård utanför Burträsk i norra Västerbotten. Det största rummet på bottenvåningen är Gustavianska salen, med en spegel från golv till tak vars ramar tros vara utförda av konstnären Louis Masreliez. Sin nuvarande storlek fick rummet vid renoveringen 1963–64, då det gamla köket revs ut och förlades i en tillbyggnad. De Gröna och Blå kabinetten är betydligt mindre, och utförda i så kallad Karl XIV Johan-stil, med tidstypiska bårder på takfriserna.
Festvåningen en trappa upp går nästan över hela huset längd, och rymmer ett drygt hundratal sittande gäster. Gavelväggarna domineras av två stora öppna spisar, som dock murades igen vid renoveringen 1963–64, då även de fönster som nu förser salen med dagsljus togs upp.
En brand 1972 totalförstörde övervåningen, som dock snart restaurerades.

### Källaren Kamenski
Kamenskikällaren är av senare datum. Efter flytten till Umeå fanns länge bara en enkel förrådskällare under Sävargården, och först 1962 inreddes en ordentlig serveringskällare, som fick sitt namn efter den ryske generallöjtnanten Nikolaj Michailovitj Kamenskijj, som tack för att han år 1809 avstod från att bränna ned Umeå, och hans vapensköld återges över källarens entré. Källarens kalkstengolv, med ett oregelbundet mönster av grå och röda kalkstenar där ingen bit är den andra lik, lades av kalkstensläggare från Brunflo i Jämtland. Gillesalens två tunnvalv utfördes av det murarlag från Umeå som på 1950-talet arbetade med stjärnvalven i Backenkyrkan. Källaren var platsen för Umeås första pizzeria som startade 1971

### Modern tillbyggnad
Mellan 1963 och 1964 restaurerades byggnaden och en tillbyggnad, i en stil typisk för sin tid, lades till för köks- och personalutrymmen. 
Tillbyggnaden fungerade också en tid som elevgalleri för Konsthögskolan i Umeå.

## Historia

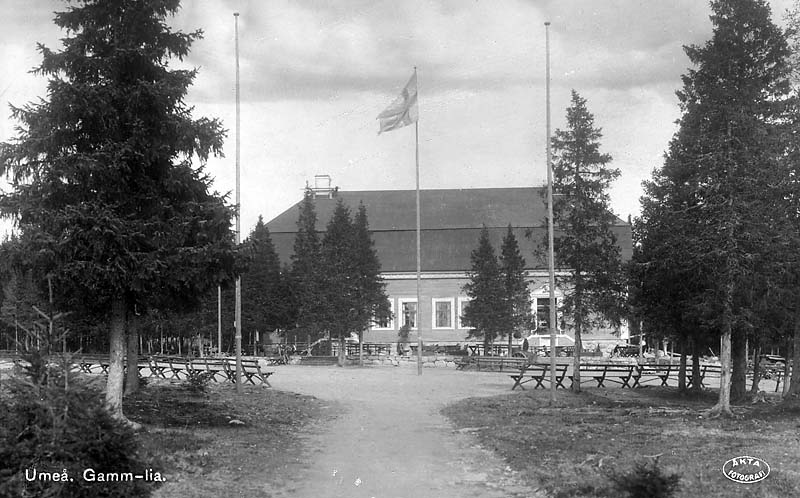
Sävargården på 1920-talet.

När det bottniska handelstvånget upphörde år 1765 fick den norrländska handeln nya möjligheter. År 1787 lät handelshuset Erik Forssell Söner bygga ett finbladigt sågverk strax nedom Pålböleåns utlopp i Sävarån. Sedan brukets mangårdsbyggnad brunnit ned 1805 påbörjades omedelbart uppförandet av en ny byggnad, nuvarande Sävargården, som alltså var helt nybyggd när kriget med Ryssland började 1808.
När svenskarna, som landsatts i Ratan i augusti 1809, under ledning av generalen Gustaf Wachtmeister drog sig söderut från Ratan och gick i ställning vid Sävar, upprättades det svenska högkvarteret i herrgården. Den 19 augusti, efter åtta timmars strider under slaget vid Sävar, tvingades svenskarna åter mot Ratan, varpå herrgården samma kväll togs i besittning av den ryske befälhavaren, generallöjtnant N. M.Kamenskij.
År 1877 inköptes Sävar bruk inklusive sågen och herrgården av handelsmannen Lars Petter Glas, en av ägarna till Sandviks Ångsågs AB, som en bit in på 1900-talet tog herrgården ur bruk. År 1920 hotades den med rivning, med avsikt att sälja virket för bostadsbyggen i Umeå, men då hade Västerbottens fornminnesförening redan väckt frågan om att använda Sävar herrgård som museum, i Umeå.

### Från 1921 på Gammlia

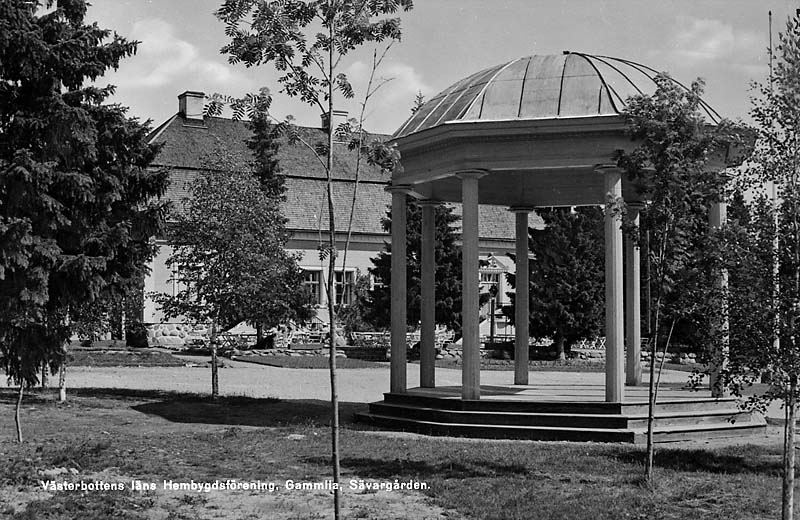
Sävargården, 1930–40-tal.

1920 skänktes den av Sandviks Ångsågs AB som gåva till Västerbottens läns hembygdsförening och flyttades till Gammliaområdet i Umeå, där den 1921 återuppfördes. Redan sommaren 1921, medan återuppbyggnaden ännu pågick, ordnade hembygdsföreningen kaffeservering på uteterrassen, och under 1920- och 30-talen arrangerades varje söndag kaffekonserter – sommartid utomhus och vintertid i stora salen. Allt eftersom utökades kaférörelsen med matservering, men där ordnades också dansaftnar, soaréer, underhållning med militärmusik, körsång och folkdans. Lokalerna kom också att användas för kongresser och stämmor.

### Restaurangrörelsen

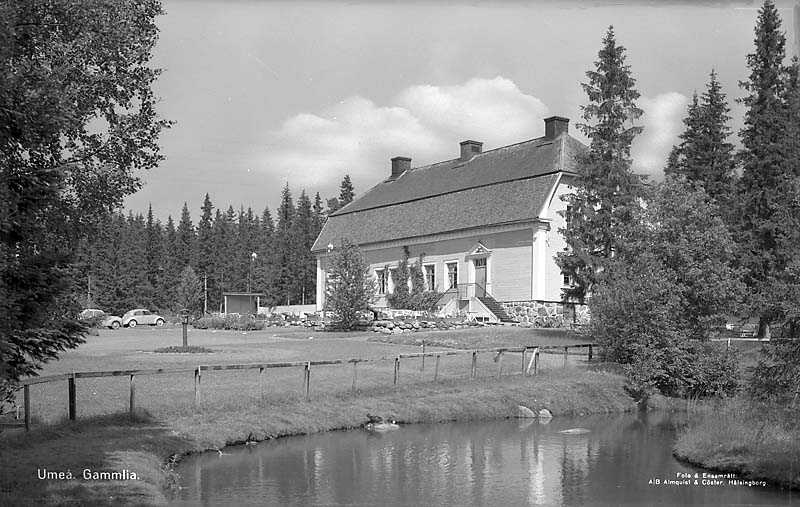
Sävargården, 1940-tal.

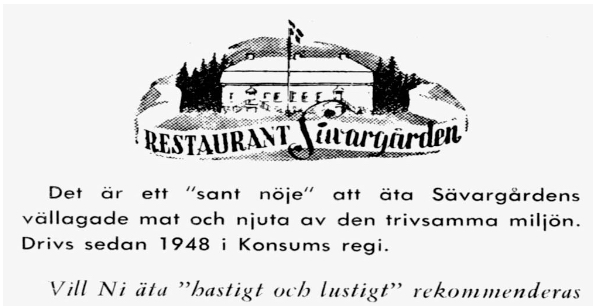
Annons för Restaurant Sävargården, omkring 1948.

Med undantag för krigsåren 1944–45, då byggnaden togs i anspråk som beredskapssjukhus för evakuerade från Finland, har Sävargården därefter främst använts som exklusiv restaurang och festlokal, från 1948 i regi av Umeåortens konsumtionsförening.
Chef för restaurangrörelsen blev fru Sigrid Holmström, vars minnen från den tiden gett stoff till Lars Widdings roman Pigan och härligheten (1978). Under hennes tid som restaurangchef (1948–1970) lades grunden till Sävargårdens goda renommé i matintresserade kretsar. För sin omvårdnad av västerbottnisk mattradition tilldelades hon 1978 Umeå kommuns kulturstipendium, och 1981 även landstingets kulturstipendium.
Hembygdsföreningen fortsatte som huvudman för Sävargården fram till 1965, då Stiftelsen Västerbottens museum övertog förvaltningen.
I källarvåningen – Källaren Kamenski – öppnade 1971 Umeås första pizzeria. Åren 1996–2003 användes källaren av Umeå Studentkår för en alternativ nattklubb.
1997 försåldes byggnaden av Västerbottens museum till Umeå universitet och stiftelsen Lars Färgares gård – som tagit sitt namn efter en 1700-talsbyggnad på Gammliaområdet, strax intill Sävargården, som används av universitet för gästbostäder.
I samband med det ägarskiftet togs restaurangrörelsen över av Håkan Lundgren, som drev verksamheten till hösten 2007 då rörelsen och byggnaden togs över av Balticgruppen, som dotterbolag till Restaurang Viktoria i centrala Umeå.
Restaurang Sävargården tilldelades titeln Årets silverkrog i Sveriges Bästa Bord 2011 – guide över Sveriges bästa restauranger.